# Mátthia Đỗ Giang
Mátthia Đỗ Giang (sinh 1963, tiếng Trung:杜江, tiếng Anh:Matthias Du Jiang) là một giám mục người Trung Quốc của Giáo hội Công giáo Rôma. Ông hiện đảm nhận chức vị Giám mục Hạt Phủ doãn Tông Tòa Lâm Đông.

## Tiểu sử
Giám mục Giang sinh ngày 20 tháng 11 năm 1963 trại Trung Quốc. Sau quá trình tu học kéo dài, ngày 16 tháng 7 năm 1989, Phó tế họ Đỗ đã được thụ phong linh mục. Hạt Phủ doãn Lâm Đông trống tòa từ lâu, tuy về mặt chính quyền đã công nhận vả tự tấn phong cho giám mục bất hợp thức Phanxicô Xaviê Quách Chính Cơ làm Giám mục Phủ doãn Lâm Đông. Ngày 3 tháng 5 năm 2004, giám mục bất hợp thức này qua đời, giáo phận thật sự chưa có ai chấp chính. Nhân cơ hội đó, Tòa Thánh mật báo bổ nhiệm linh mục Mátthia Đỗ Giang làm Giám mục Phủ doãn Lâm Đông. Lễ tấn phong tân giám mục diễn ra gấp rút và bí mật, sau cái chết giám mục Cơ chỉ 4 ngày. Tân giám mục chọn khẩu hiệu:Tu Domine qui corda nosti omnium ostende / 主你洞察人心，請指示. Về phía chính quyền Trung Quốc không công nhận việc bổ nhiệm này. Năm 2010, chính quyền bất ngờ chấp thuận để Giám mục Giang làm Giám mục Phủ doãn Lâm Đông và công nhận chức vị này của ông.